# Södra Sandby
Södra Sandby is een plaats in de gemeente Lund, in de Zweedse provincie Skåne län en het landschap Skåne. De plaats heeft 5941 inwoners (2005) en een oppervlakte van 350 hectare.

## Geologie
De geologische tijdsnede het Sandbien is vernoemd naar Södra Sandby. Dit is gedaan omdat even ten westen van Södra Sandby, in het natuurreservaat Fågelsångsdalen, de golden spike van deze tijdsnede gelokaliseerd is.